# 374338 Fontana
374338 Fontana è un asteroide della fascia principale. Scoperto nel 2005, presenta un'orbita caratterizzata da un semiasse maggiore pari a 2,5395222 au e da un'eccentricità di 0,0921276, inclinata di 4,30515° rispetto all'eclittica.